# كارلوس روميرو (سياسي)
كارلوس روميرو (بالإسبانية: Carlos Romero Bonifaz)‏ هو محامي وكاتب وسياسي بوليفي، ولد في 23 أغسطس 1966 في لاباز في بوليفيا. انتخب سيناتور بوليفيا.